# شيراطون وهران
فندق شيراطون وهران (بالإنجليزية: Sheraton Oran Hotel)‏ هو فندق 5 نجوم يحمل العلامة الفندقية العالمية الشيراطون، التابعة لمجموعة ستاروود العالمية للفنادق والمنتجعات التي تعتبر واحدة من الرواد العالميين في مجال الفندقة والترفيه.
يتواجد في وسط مدينة وهران على بعد 20 دقيقة من مطار وهران الدولي أحمد بن بلة، يقابل الفندق ضفاف البحر الأبيض المتوسط ويطل على أحد أجمل الخلجان في الجزائر، ويعتبر فندق شيراطون وهران ملك لشركة الاستثمار الفندقي العمومية التي ساهمت بقطعة الأرضية مساحتها 62 ألف م²، وقرض بنكي من القرض الشعبي الجزائري، وإعفاءات ضريبية بقيمة ملياري دج.
يعتبر فندق شيراطون وهران المُختص في سياحة الأعمال تحفة هندسية فخمة وذات تصميم انسيابي خلاب مختلف ومميز عن البنى التحتية للمدينة العريقة وهران الجزائرية، مُستوحى من طراز آرت ديكو والذي يرمز إلى باخرة تطل على البحر، وقامت شركة فابريس وشركائه الإيطالية بتصميم الهندسة المعمارية للفندق. وتقدر تكلفة إنجاز فندق 9 ملايير دج (96.53 مليون $).
يحتوي الفندق على 281 غرفة و 42 جناح، منها جناح رئاسي، تطل جميع غرف النزلاء على البحر والمدينة ويتوفر فيها كل الخدمات العصرية. كما يتوفر الفندق على 5 مطاعم فاخرة وحانة ومركز اللياقة البدنية والعناية الصحية، ومسبحين وساونا وملهى ليلي.

## معلومات

### الموقع
يتربع فندق شيراطون وهران على مساحة 6 هكتارات بالساحل المطل على البحر الأبيض المتوسط بحي الصديقية شرق مدينة وهران التي تعتبر ثاني أهم مدينة في الجزائر وقطبا صناعيا واقتصاديا هاما والتي تقدم عدد لا يحصى من الخيارات للمسافرين من رجال الأعمال والسياح، كما تمتلك أحد أكبر الموانئ في الجزائر.
الفندق يتواجد على بعد 5 دقائق عن مركز المؤتمرات محمد بن أحمد وعلى بعد 20 دقيقة من المطار الدولي، وأقل من 30 دقيقة من مدينة أرزيو المركز الرئيسي لتكرير البترول في الجزائر. أشرف رئيس الجمهورية السيد عبد العزيز بوتفليقة يوم 8 سبتمبر 2005 خلال زيارته لمدينة وهران على تدشين الفندق المُصنف بخمسة نجوم.

### معالم الجذب

منظر جانبي أمامي لفندق الشيراطون.

تعتبر مدينة وهران مدينة تجمع بين ثقافات مختلفة وقد تم بناءها منذ قديم الزمان، لذلك هي تجمع بين التاريخ والحاضر، المعالم التاريخية الموجودة فيها والأسواق الشعبية والأزقة الضيقة هي عامل من أهم العوامل التي تجعل السياح يتوافدون إليها بالإضافة إلى شواطئها العديدة التي جعلتها تحتل المرتبة الأولى الأكثر زيارة في الصيف في الجزائر (14 مليون مصطاف سنة 2015).
يتيح فندق شيراطون وهران لمكتشفي ومحبي سياحة الأعمال والسياحة الكلاسيكية فرصة اكتشاف المناطق السياحية والثقافية الاقتصادية والاجتماعية لمدينة وهران المعروفة بالباهية، وأبرز هذه المناطق:
مقرات الشركات:
- الحي المالي: 2 كم/1.2 أميال.
- أوريدو الجزائر: 2 كم/1.2 أميال.
- مصنع رونو 30 كم/18.6 ميل.
- سوناطراك-المصب: 3.5 كم/2.3 ميل.

الثقافة والفنون:
- متحف أحمد زبانة : 2 كم/1.2 أميال.
- مسرح عبد القادر علولة : 3 كم/1.9 أميال.
- قلعة سانتا كروز : 8 كم/5 أميال.

مناطق جذب محلية:
- ساحة أول نوفمبر: 3 كم/1.9 أميال.
- قصر الباي: 5 كم/3.1 أميال
- شارع العربي بن مهيدي وجادة الأمير عبد القادر: 3 كم/1.9 أميال.
- الحديقة المتوسطية: 2.9 كم/1.85 أميال.

سياحة دينية:
- كنيسة سانتا كروز: 8 كم/5 أميال.
- جامع عبد الحميد بن باديس: 4 كم/2.5 أميال.

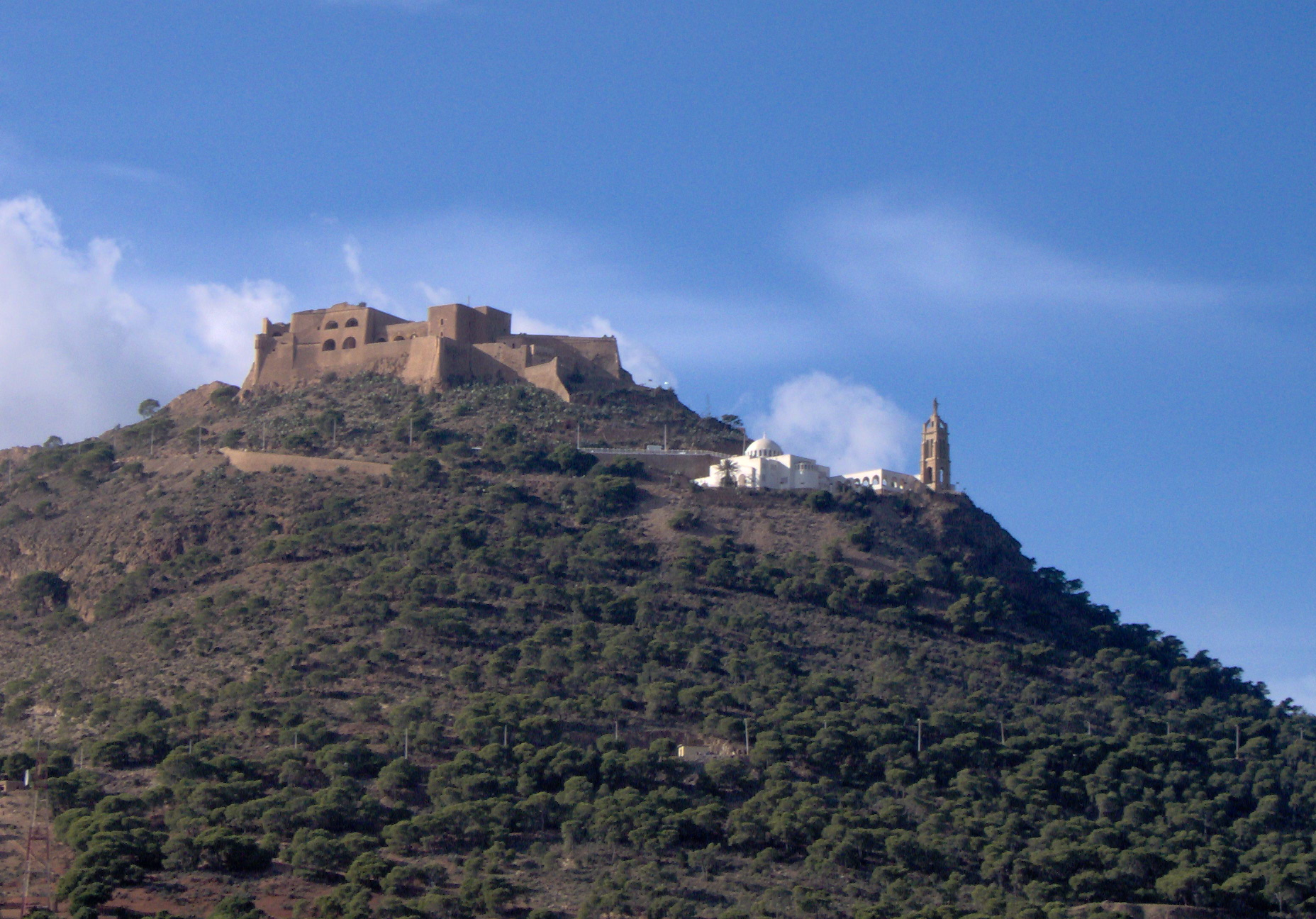
قلعة سانتا كروز
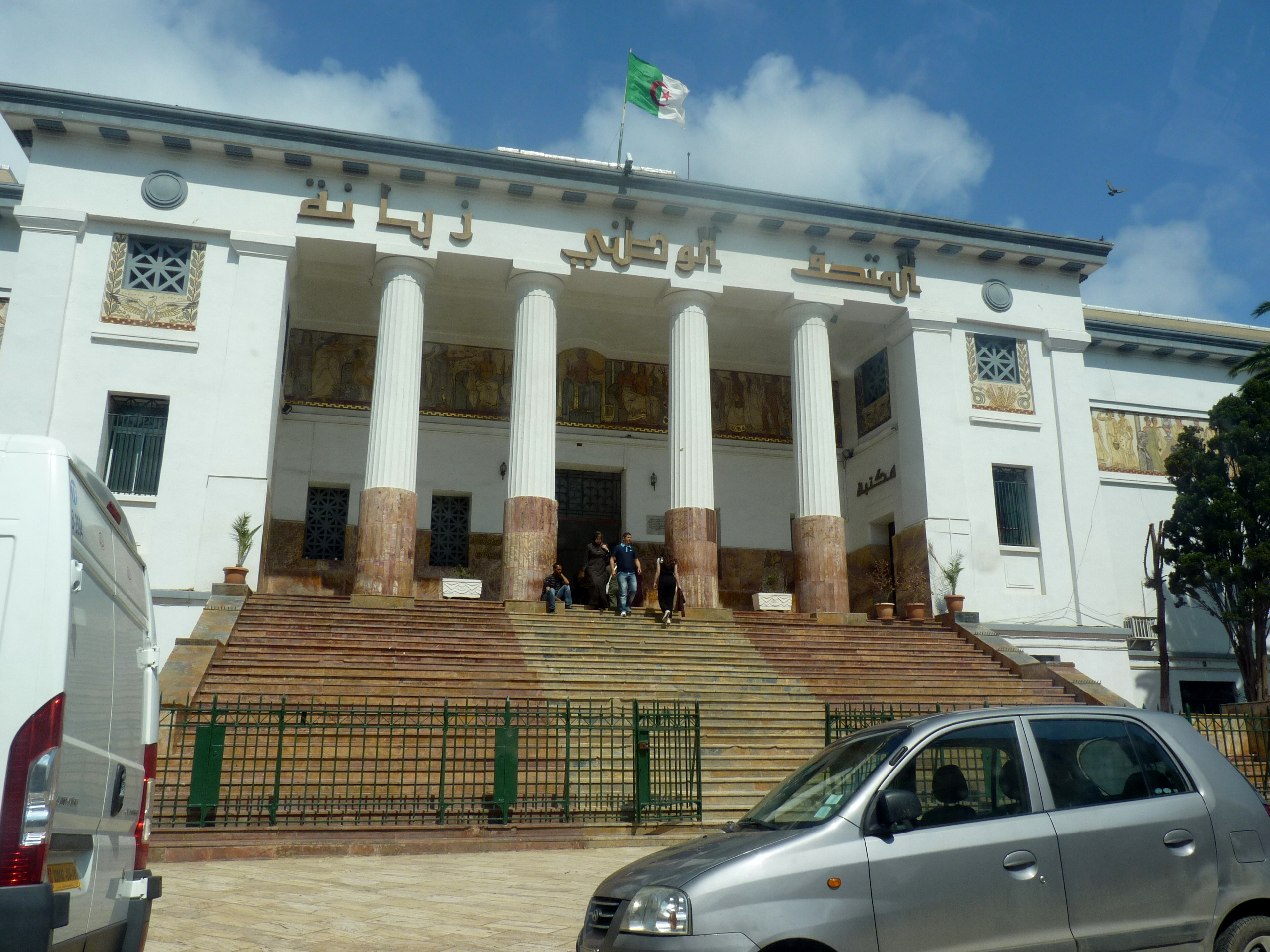
متحف أحمد زبانة
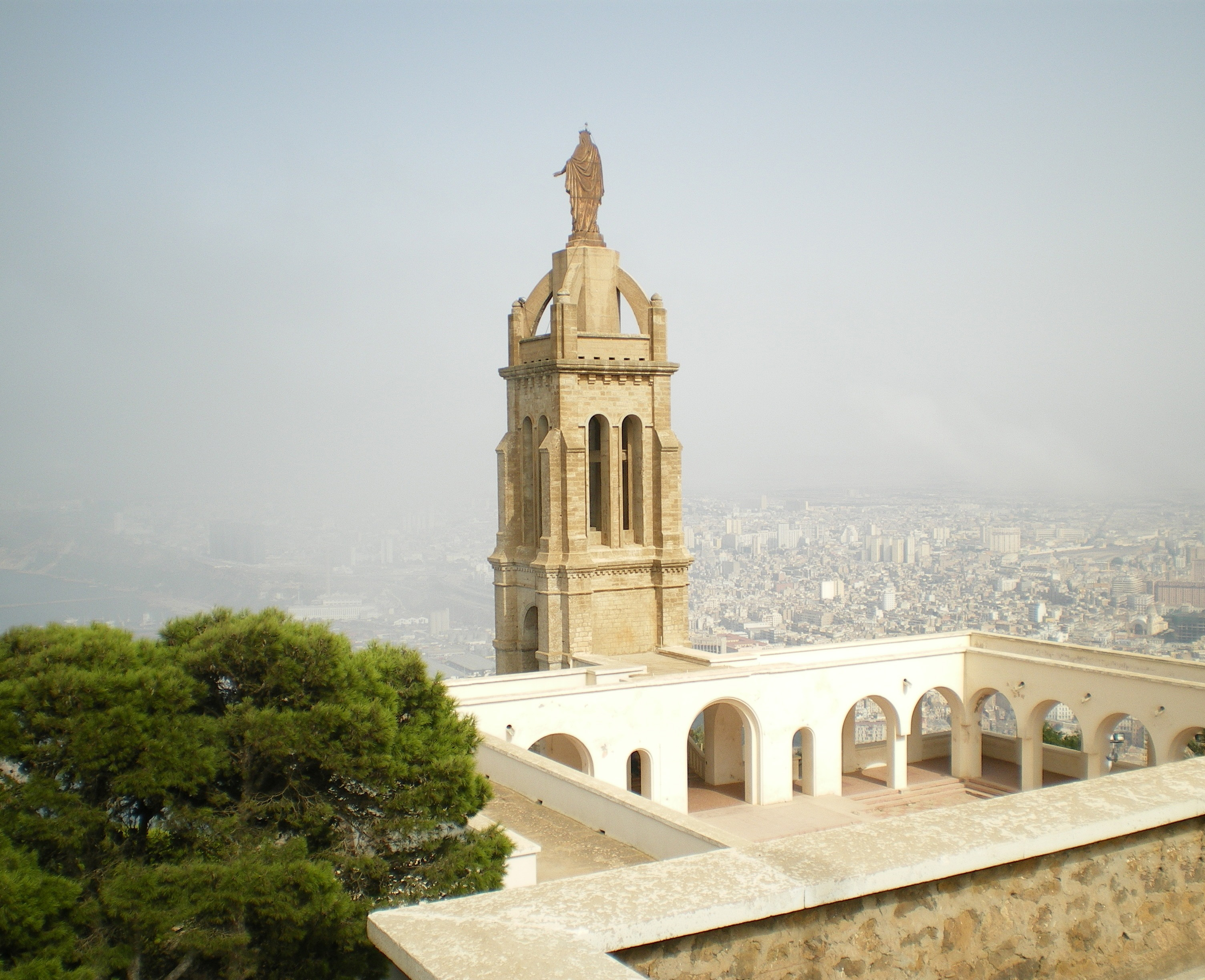
كنيسة سانتا كروز
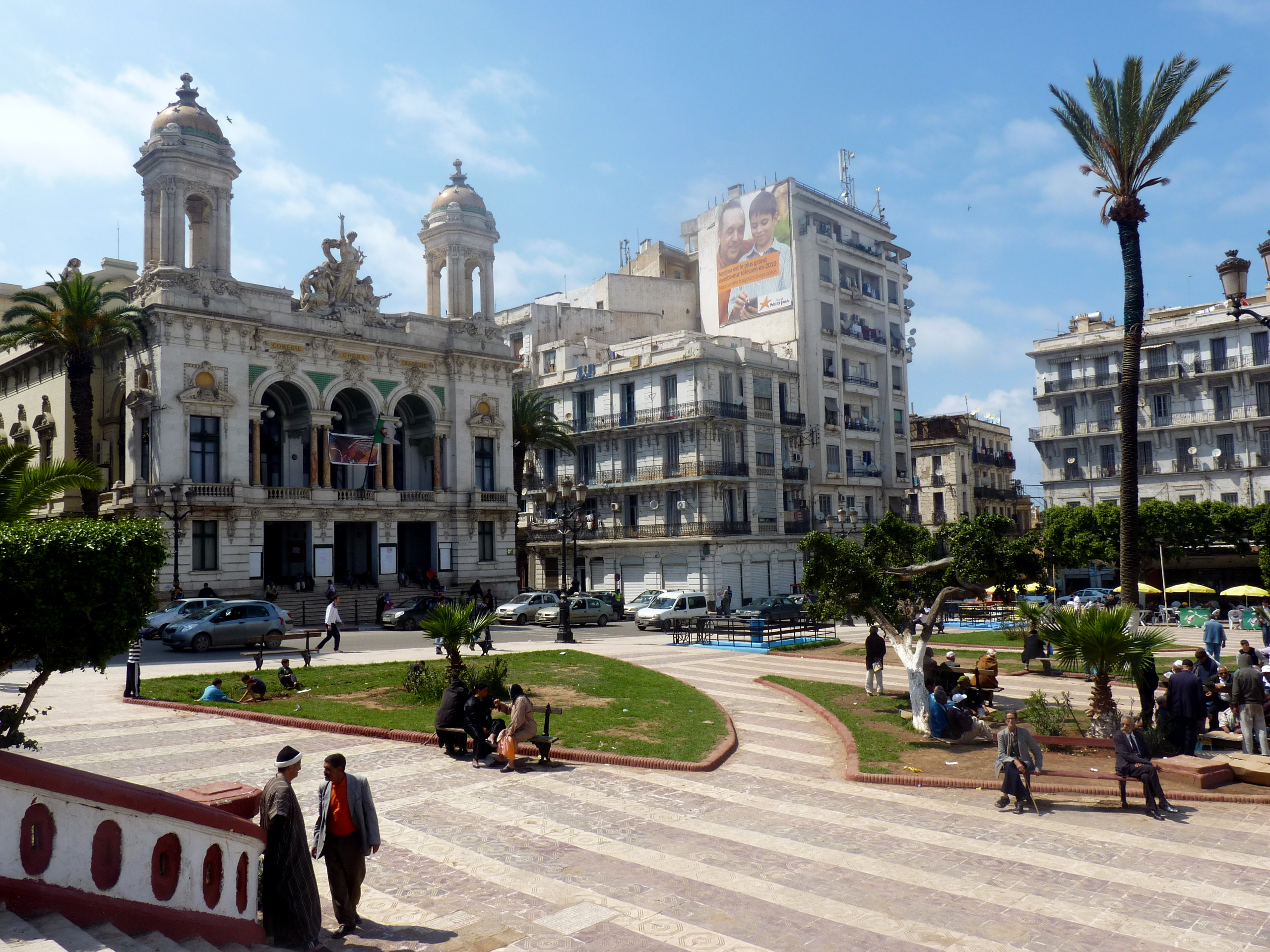
ساحة أول نوفمبر

### أصحاب المشروع
- المالك: وزارة السياحة والصناعات التقليدية .
- ممثل المالك: شركة الاستثمار الفندقي .
- المصمم (المهندس المعماري): شركة فابريس وشركائه () .
- البناء (الهندسة المدنية): مجموعة الهندسة المدنية لحكومة الصين () .

## المرافق

### الغرف (Chambres)
يتكون فندق شيراطون وهران من 42 جناح و281 غرفة، وكلها مطلة مباشرة على الساحل معطية لوحة بانورامية على مدينة وهران وعلى البحر الأبيض المتوسط، تتوزع على عدة صيغ:
- غرفة كلاسيكة:

عديدة، بتصميم مريح ومسترخي للرفة الكلاسيكية، يؤلف بيئة مثالية للإقامة ويضم سرير توقيع شيراطون النائم الحلو (SM). تختلف مساحة هذه الغرف من 37-42 م².
- غرفة النادي:

تقع في طوابق SPG المفضلة، غرف نادي شيراطون تضمن ترقية وسائل الراحة واقتراح الوصول إلى صالة النادي (Club Lounge) مع وجبة إفطار مجانية، وبعد الظهر مع خيارات المشروبات متنوعة. تختلف مساحة هذه الغرف من 37-42 م². تضم غرفة النادي الخدمات التالية:
- غرفة جناح كبير:

زينت كل غرف جناح كبير بتصميم حديث وإضاءة، جميع الأجنحة تتمتع بمناظر خلابة على البحر الأبيض المتوسط، تختلف مساحة هذه الغرف من 70-80 م². يحتوي الحمام على جاكوزي كبير ودش، كما يوجد مكتب كبير للمساعدة على مواكبة العمل والتواصل مع الأصدقاء في الداخل.
- غرفة جناح دبلوماسي:

تم تصميم أجنحة فندق شيراطون وهران الدبلوماسية برشاقة وتحديث متنوع، منطقة مثالية وواسعة لإستضافة لقاء خاص أو حتى الاسترخاء. وتتميز جميع الأجنحة الدبلوماسية بسرير شيراطون الحلو النائم الأسطوري، أريكة وطاولة القهوة، وخدمة الـواي فاي.
- غرفة جناح رئاسي:

الأجنحة الرئاسية لشيراطون وهران تقدم أكثر من 200 م² من المساحة الفاخرة والإطلالة الرائعة على البحر الأبيض المتوسط، تمتاز بغرفة نوم وغرفة الطعام وغرفة للمعيشة، ومطبخ صغير، وحمام كبير. وتجد فيها أحدث التقنيات تعطي راحة رئاسية.

### المطاعم
يحتوي فندق شيراطون وهران على خمس مطاعم فاخرة مختلفة والعديد من الصالونات تٌقدم مُختلف المأكولات العالمية والمحلية تحت إشراف الشاف اللبناني ربيع صالح. منها:
- - مطعم الأندلس (بالإنجليزية: Al-Andalus Restaurant)‏
    - المطبخ: جهوي/عالمي.[9]

مطعم الأندلس.

    - المواعيد: من الجمعة إلى الثلاثاء ايتداء من 19:30 إلى 1:00.

  - مطعم جنة وهران (بالإنجليزية: Restaurant Le Ciel D'Oran)‏
    - المطبخ: مأكولات بحرية.[10][11]
    - المواعيد: من الإثنين إلى الجمعة ابتداء من 19:00 إلى 23:00.مطعم جنة وهران.

مطعم جنة وهران.

    - المحيط: مناظر خلابة على البحر وعلى المدينة.

  - مطعم كنستال (بالإنجليزية: Le Canastel Restaurant)‏
    - المطبخ: دولي.[12]
    - المواعيد: من 5:30 إلى 22:30.
    - المحيط: هادئ.

  - مطعم الوجبات المائية الخفيفة (بالإنجليزية: Aqua Snack Restaurant)‏
    - المطبخ: الوجبات الخفيفة.[13]
    - المواعيد: من 10:00 إلى 23:00 (موسمي).

- - صالة النادي (بالإنجليزية: Club Lounge)‏

مطعم الوجبات المائية الخفيفة

    - المطبخ: الوجبات الخفيفة والمشروبات.[14]
    - ملاحظة: خاصة بمرتادي غرف النادي.

  - الحانة (بالإنجليزية: Le Pub)‏
    - المطبخ: المشروبات.[15]
    - المواعيد: من 17:00 إلى 3:00.
    - المحيط: حانة بريطانية.

  - بار الأتريوم (بالإنجليزية: Bar L'Atrium)‏
    - المطبخ: المشروبات / المأكولات العالمية.[16]
    - المواعيد: من 6:00 إلى 1:00.
    - الإطار: بيانو-بار في الردهة.

### الاجتماعات والفعاليات

قاعة وهران للحفلات.

فندق شيراطون وهران يقدم 7 قاعات فاخرة بمساحة إجمالية تقدر بـ1745 متر مربع ومجهزة بأحدث وسائل الدعم التكنولوجي، والمصممة لتلبية أو تجاوز معايير الصناعة ولاستيعاب اجتماعات العمل الأكثر تطلبا.
كما توجد قاعة للحفلات والتي يمكن أن تستوعب أكثر من 700 ضيف مخصصة للمأدوبات وحفلات الزفاف، كما يستمتع رجال الأعمال بالإنترنت فائقة السرعة في مركز رجال الأعمال. كل غرفة اجتماع لديها بهو مع إطلالة على بركة السباحة والحدائق وتتميز بإضاءة طبيعية في وضح النهار، وتعتبر قاعة المؤتمرات معسكر الأكبر بمساحة تبلغ 627 متر مربع وقدرة استعابية بـ800 شخص.
قاعة الرقص وهران (Oran Ballroom)
تقع قاعة وهران في الطابق الأرضي بمنطقة الحفلات بالقرب من غرف الاجتماعات الرئيسية وبمساحة إجمالية تقدر بـ802 متر مربع وتتسع لـ750 شخص، وهي مُطلة على المسبح الخارجي وعلى الحديقة الجانبية. قاعة وهران للرقص هي الفضاء المناسب لتنظيم الاحتفالات وحفلات الزفاف.

قاعة معسكر.

يمكنها من احتضان أكثر من ثلاث فعاليات في وقت واحد بعد تقسيمها إلى ثلاث أقسام (وهران1، وهران2، وهران3)، وهي مجهزة بأحدث تكنولوجيا سمعية بصرية وإنترنت لاسلكي مجاني عالي السرعة مع فريق احترافي ملتزم ومجهّز لتنظيم الفعاليات.
قاعة الاجتماعات والمؤتمرات معسكر (Mascara meeting & Conference)
تقع قاعة معسكر بالطابق الأرضي بمساحة إجمالية تقدر بـ627 متر مربع وتتسع لـ800 شخص، وهي مُجهزة تجهيزا كاملا مع إنترنت عالي السرعة وجميع المتطلبات من وسائل الاتصال والترجمة مع فريق احترافي ملتزم ومجهّز لتنظيم الفعاليات، باللإضافة للبهو المٌطل على المسبح الخارجي للفندق وهو الفضاء المناسب للمعارض.
قاعة الاجتماعات مستغانم (Mostaganem Room)
تقع قاعة سعيدة في الطابق 18 بالقرب من مطعم سماء وهران مطلة على خليج وأحياء مدينة وهران الساحلية، يمكن الوصول إليها عبر المصعد وتقدر مساحة القاعة بـ84 متر مربع وتتسع لـ80 شخص..
هي مُجهزة تجهيزا كاملا مع إنترنت عالي السرعة وجميع المتطلبات من وسائل الاتصال والترجمة مع فريق احترافي ملتزم ومجهّز لتنظيم الفعاليات.
قاعة الاجتماعات سعيدة (Saida Room)
تقع قاعة سعيدة في الطابق الثاني بالقرب من مطعم الأندلس بمساحة إجمالية تقدر بـ72 متر مربع مقسمة على غرفتين مفتوحة الجانب لتسهيل حركة الأجتماعات وتتسع تقريبا لـ30 شخص، تم تجهيز قاعة اجتماعات سعيدة تجهيزا كاملا مع إنترنت عالي السرعة وجميع المتطلبات من وسائل الاتصال والترجمة مع فريق احترافي ملتزم ومجهّز لتنظيم الفعاليات.
قاعة الاجتماعات غيليزان (Relizane Room)
تقع قاعة غيليزان في الطابق الأرضي بمساحة إجمالية تقدر بـ48 متر مربع وتتسع لـ25 شخص، مُخصصة لاجتماعات VIP وهي مُجهزة تجهيزا كاملا مع إنترنت عالي السرعة وجميع المتطلبات من وسائل الاتصال والترجمة مع فريق احترافي ملتزم ومجهّز لتنظيم الفعاليات.

### الميزات والأنشطة

مركز اللياقة البدنية.

المسبح الداخلي والخارجي: يمتلك فندق شيراطون وهران مساحة خارجية كبيرة تبلغ 2000 متر² فيها مسبح للكبار مع كراسي ومظلات شمسية للإسترخاء وغرف خلع الملابس للرجال وللنساء وكذلك مسبح للصغار في الهواء الطلق (موسمي)، ويحتوي كذلك على مطعم الوجبات الخفيفة تابع للمسبح مُخصص لتذوق المأكولات والمشروبات الخفيفة المختلفة، بالإضافة لـساونا وغرفة بخار وغرف للعلاج.
وصلة @ شيراطون: في البهو الرئيسي وصلة @ شيراطون هي مساحة لرجال الأعمال لتحميل المعلومات ومكان مريح للعمل، الحديث وحتى الاسترخاء. مع إمكانية الدخول اللاسلكي لشبكة الإنترنت، فضلا عن تواجد مائدة للمواد الغذائية الخفيفة والمشروبات كل هذه الخدمات متوفرة ليلا ونهارا.
مركز اللياقة البدنية (Fitness centre): يتوفر فندق شيراطون وهران على مركز للياقة البدنية متكامل الخدمات مفتوح على مدار 24 ساعة طوال الأسبوع، وقاعات للتدليك والمعالجات. ولايسمح للأطفال دون 18 سنة من الدخول دون مرافقة والديه.
ملعب التنس: لمحبي الألعاب، يتوفر لفندق شيراطون وهران ملعبي تنس بأرضية العشب الاصطناعي من الجيل الثالث.
محلات المجوهرات: يقع المحل الأول في بهو الفندق على يسار المصاعد والمحل الثاني في الخارج على يمين مدخل الفندق، توفر محلات المجوهرات مجموعة متنوعة من المجوهرات المحلية وتذكارات جذابة. يفتح يوميا من الساعة 8:00 صباحا حتى 11:00 مساء.

المسبح الخارجي
المسبح الداخلي

## وصلات خارجية
- الموقع الرسمي.
- صفحة الفندق قي موقع شركة فابريس وشركائه.
- صفحة الفندق قي موقع شركة CSESC.